# Gergely Szarka
Gergely Szarka, né le 18 novembre 1998 à Budapest, est un coureur cycliste hongrois.

## Biographie
En juin 2019, il s'impose sur la course en ligne des championnats de Hongrie. Il remporte à cette occasion le titre chez les élites et les espoirs,.

## Palmarès et résultats

### Palmarès par année
- 2017
  - Tour de Gyömrö[3]
- 2019
  -  Champion de Hongrie sur route
  -  Champion de Hongrie sur route espoirs

### Classements mondiaux
| Année                                 | 2019  | 2020  | 2021 | 2022  |
| ------------------------------------- | ----- | ----- | ---- | ----- |
| Classement mondial                    | 1202e | 2108e | nc   | 2885e |
| UCI Europe Tour                       | 840e  | 1535e | nc   | 1732e |
|                                       |       |       |      |       |
| Légende : nc = non classéSource : UCI |       |       |      |       |